# 香脂豆属
香脂豆属又名南美槐属，是豆科的一个属，分布于拉丁美洲。木材界将本属物种称为香脂木豆、红檀香。
该属最早被描述的物种是吐鲁香树，1753年林奈根据在哥伦比亚卡塔赫纳省（当时托卢属于卡塔赫纳省）采集的标本将其命名为。本属由小卡尔·林奈于1781年建立，模式种为香脂豆，模式标本由穆蒂斯在南美采集。虽然属名发表时间早于，但后者被选为保留名，前者则为弃用名。

## 物种
- 香脂豆
- 吐鲁香树 
  - 吐鲁香树 
  - 秘鲁香树